# Игорь (мультфильм)
«Игорь» (англ. Igor) — американская анимационная комедия, премьера которой состоялась 19 сентября 2008 года. Центральным персонажем является один из так называемых «Игорей» — стереотипных горбатых помощников злых гениев. Производства студии «Exodus Film Group».

## Сюжет
Действие происходит в вымышленной стране Малерия. Когда-то жители этой маленькой страны жили беззаботно. Но затем всё небо затянули тучи, которые никак не хотели уходить. Без солнца урожаи гибли, и стране грозил экономический крах. Однако один гений по имени Мальбер нашёл выход — создание злобных устройств и угрожание ими всему миру, шантажирование других стран и таким образом поддержание экономики Малерии. Так Малерия превратилась в страну злых гениев. На верхушке — эти самые гении во главе с королём Мальбертом. Все остальные находятся под ними, включая касту горбатых помощников, названных одним именем.
Главный герой — Игорь по имени и по призванию. Он является помощником не очень талантливого злого гения доктора Гликенштейна. Но ему не улыбается жизнь повторения единственной фразы «Да, хозяин». Хотя это запрещено законом под страхом смерти, Игорь тоже является изобретателем и мечтает стать злым гением. Его желание — создать жизнь, самую ужасную жизнь в мире. Он уже сумел вернуть к жизни двух существ: бессмертного, но суицидного кролика СоВсехНог и глупого мозга по имени Мозг.
Когда очередное изобретение Гликенштейна оказывается фатальным для злого гения, Игорь понимает, что настал его шанс. Ведь ему всё равно грозит смертная казнь за гибель хозяина, когда о его смерти узнают другие гении. Он создаёт из человеческих останков огромное чудовище женского пола. Ему удаётся оживить монстра, но она оказывается женственной и мягкой, так как «злая кость» в её пальце не активировалась. Ненароком нарекая ей Евой, Игорь ведёт её в центр промывания мозгов, чтобы сделать её злой. Ошибка Мозга приводит к тому, что Ева начинает считать себя актрисой. Игорь решает всё же показать Еву на ежегодной выставке злых изобретений, но обманывает её, утверждая, что они готовятся к кастингу на главную роль в мюзикле «Энни».
О существовании Евы узнаёт доктор Шаденфрейд, многократный победитель выставки, использующий свою помощницу Жаклин, способную перевоплощаться в любую женщину, чтобы красть изобретения других злых гениев. Он пытается выкрасть Еву и втереться к Игорю в доверие. Когда эти попытки не удаются, он рассказывает королю Мальберту о смерти Гликенштейна. Король приговаривает Игоря к смерти на заводе по переработке Игорей. С помощью СоВсехНог Игорь сбегает, но узнаёт, что Шаденфрейду удалось активировать «злую кость» Евы. На выставке Шаденфрейд выдаёт Еву за своё творение, и она крушит все другие изобретения. Во время побега Игорь узнаёт, что постоянные тучи над Малерией — работа Мальбера, чья башня постоянно создаёт всё новые тучи над страной. Вернувшись на арену, Игорю удаётся убедить Еву вновь стать доброй. СоВсехНог и Мозг деактивируют луч Мальбера и сбрасывают его на арену. По воле случая луч падает прямо на короля, убивая его. Шаденфрейд пытается взять власть в свои руки, но народ Малерии бунтует, узнав правду. На смену монархии приходит республика. Граждане избирают Игоря на пост президента. Шаденфрейд продаёт солёные огурцы на ежегодном театральном представлении.

## Роли озвучивали
- Джон Кьюсак — Игорь
- Молли Шэннон — Ева
- Стив Бушеми — СоВсехНог
- Шон Хейс — Мозг
- Дженнифер Кулидж — Жаклин/Хайди
- Эдди Иззард — доктор Шаденфрейд
- Джей Лено — король Мальберт
- Арсенио Холл — Карл Кристалл
- Кристиан Слейтер — Игорь доктора Шаденфрейда
- Джон Клиз — доктор Гликенштейн
- Пол Вогт — Базз Оффманн
- Джесс Харнелл — диктор / королевский стражник
- Джеймс Липтон — себя

## Критика
Фильм получил смешанные отзывы. На сайте Rotten Tomatoes фильм имеет рейтинг 39 % на основе 92 рецензий.
Согласно Джаннет Катсулис из The New York Times «Дети не будут отвлекаться на скучную анимацию и палитру, отражающую моральный мрак фильма. Они также не отреагируют на сценарий Криса Маккенны, который кажется больше сосредоточен на щекотке разбирающихся в кино взрослых. Мультфильм оставляет нас равнодушным к своему главному герою».